# Leonid Miasin

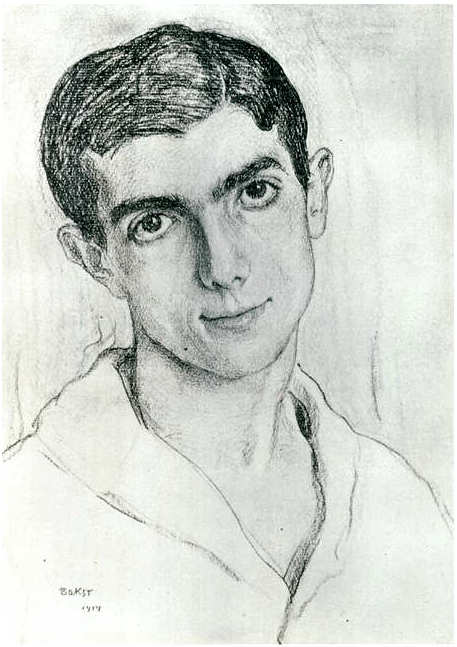
Léon Bakst, portret Leonida Miasina, 1914

Leonid Miasin (ros. Леонид Фёдорович Мясин, franc. Léonide Massine) (ur. 9 sierpnia 1896 w Moskwie, zm. 15 marca 1979 w Kolonii) – amerykański tancerz klasyczny, choreograf i librecista baletowy pochodzenia rosyjskiego.

## Życiorys
Naukę tańca rozpoczął w szkole baletowej przy Teatrze Wielkim w Moskwie. Siergiej Diagilew zauważył jego talent i umożliwił mu występy w krajach Europy. W latach 1915–1921 Miasin był jednym z choreografów Les Ballets Russes Diagilewa. Po odejściu Wacława Niżyńskiego został pierwszym tancerzem zespołu. W roku 1926 Miasin przeniósł się do Stanów Zjednoczonych Ameryki, gdzie w latach 1932–1941 prowadził „Rosyjski balet Monte Carlo” kontynuujący tradycje Ballets Russes. W USA Miasin pozostał do roku 1941.
Po powrocie do Europy założył w roku 1960 zespół Balletto Europeo. W roku 1966 został choreografem i kierownikiem artystycznym odtworzonego zespołu Ballet de Monte Carlo.
Napisał dwie książki: My Life in Ballet (1968) oraz Massine on Choreography (1976).